# 未来からのラブレター
『未来からのラブレター』は、日本テレビ系列の深夜ドラマ枠のshin-Dにおいて2000年1月10日から1月31日までテレビ放映された作品である。

## あらすじ
石原美紀は10歳年上の上司の高橋良輔と不倫をしていた。その頃小学生時代の同級生の堀あゆみに会い、１枚の写真を見せられて、美紀は小学生の時好きだった、以前交通事故で死亡した健太の記憶が鮮やかに甦っていた。さらに10年前小学校の校庭に埋めたタイムカプセルを掘り出す同窓会を控えている中で、健太そっくりの１人の若者に親し気に声を掛けられたり、同窓会でタイムカプセルが開けられ歓声が上がる中、美紀は健太のタイムカプセルに自分がプレゼントした手作りのお守りが入っていたと知り感激し健太に対する思いが強くなっていく。そして家に戻った美紀は、例の若者が健太の弟を名乗って現れてその口ぶりなどから、若者が健太だということは間違いないと判断する。美紀からお守りを手渡された健太の様子は昔と全く変わらなかったからだ。そんな折、高橋の妻の加奈子が訪ねてきた。加奈子は美紀の父の浩司、母の文子がいる前で、美紀に不倫関係の件で問いただすために。

## 出演者
- 石原美紀：田中美里
- 高橋良輔：冨家規政
- 堀あゆみ：植松真実
- 松井健太：大柴邦彦
- 高橋加奈子：一谷真由美
- 石原浩司：佐々木敏
- 石原文子：立石凉子